# Patrick Staudacher
Patrick Staudacher (* 29. April 1980 in Sterzing, Südtirol) ist ein ehemaliger italienischer Skirennläufer. Seine größten Erfolge feierte er im Super-G und in der Abfahrt sowie in der Kombination. Er gehörte ab 2000 dem italienischen Weltcupkader an und wurde 2007 Weltmeister im Super-G.

## Biografie
Staudacher erlernte im Alter von drei Jahren das Skifahren und wurde zunächst von seinem Vater betreut und trainiert. Nach mehreren Erfolgen bei italienischen Kinderrennen und -meisterschaften wurde er in den Südtiroler Landeskader aufgenommen. 1997 durfte er im österreichischen Schladming erstmals an Juniorenweltmeisterschaften teilnehmen, erreichte aber in keinem seiner Rennen das Ziel. Im selben Jahr folgte die Aufnahme in den italienischen C-Kader. Im Februar 1998 gewann Staudacher den italienischen Juniorenmeistertitel im Riesenslalom und erreichte den zweiten Platz im Slalom. Zwei Wochen später startete er bei den Juniorenweltmeisterschaften 1998 in Frankreich, schied dort aber wie schon ein Jahr zuvor in beiden seiner Rennen aus. Nach einer kurzen Verletzungspause zu Beginn des Jahres 1999 erreichte er im März bei den Juniorenweltmeisterschaften in Pra-Loup erstmals das Ziel, bestes Resultat war ein 18. Platz im Slalom.
In der Saison 1999/2000 stieg Staudacher in den italienischen B-Kader auf und nahm nun regelmäßig an Europacuprennen teil. Im Februar gelangen ihm bei den Juniorenweltmeisterschaften in der kanadischen Provinz Québec drei gute Resultate: er erreichte im Super-G Platz fünf und fuhr in der Abfahrt sowie im Slalom auf Rang sechs. Wenig später gewann er seinen zweiten italienischen Juniorenmeistertitel, diesmal im Slalom.
Ab der Saison 2000/01 gehörte Staudacher dem A-Kader an. Er fuhr sein erstes Weltcuprennen am 16. Dezember 2000. In der Abfahrt von Val-d’Isère belegte er den 42. Platz. Im März 2001 wurde er Italienischer Meister im Super-G und in der Kombination. Bis zum zweiten Weltcupstart musste Staudacher fast ein Jahr warten. Am 7. Dezember 2001 holte er mit Rang 29 im Super-G von Val-d’Isère die ersten Punkte. Im gleichen Monat gelangen ihm nun auch im Europacup ansprechende Ergebnisse: In der Abfahrt von Saalbach-Hinterglemm kam er am 19. Dezember erstmals unter die besten zehn, am folgenden Tag fuhr er in der zweiten Abfahrt sogar auf Platz zwei. Mit zwei weiteren Podestplätzen belegte er damit in der Europacupsaison 2001/02 den fünften Rang in der Abfahrtswertung.
Zu Beginn des Jahres 2002 holte Staudacher in zwei Weltcuprennen erneut Punkte und durfte bei den Olympischen Winterspielen 2002 in Salt Lake City starten. Dort erzielte er in der Kombination den überraschend guten siebenten Platz, im Super-G fuhr er auf Rang 18. Im Weltcup konnte er diese Leistungen in den nächsten beiden Saisonen aber nicht bestätigen. Rang 20 im Super-G von Lake Louise im November 2003 war sein bestes Ergebnis. Auch im Europacup waren gute Resultate die Ausnahme, bis er in der Saison 2004/05 wieder drei Podestplätze erreichte und damit im Super-G-Endklassement den dritten Platz holte. Im März 2005 wurde er zum zweiten Mal Italienischer Meister im Super-G.
Ab der Saison 2005/06 konzentrierte sich Staudacher voll auf den Weltcup und fuhr am 1. Dezember im Super-G von Beaver Creek erstmals unter die besten zehn. Im Februar nahm er an den Olympischen Winterspielen 2006 in seinem Heimatland teil und erreichte als bester Italiener den neunten Platz in der Abfahrt, im Super-G wurde er 17. In der Weltcupsaison 2006/07 fuhr er insgesamt viermal unter die schnellsten zehn, beste Platzierung war der fünfte Platz in der Abfahrt von Bormio am 28. Dezember 2006. Den Höhepunkt seiner Karriere stellten die Weltmeisterschaften 2007 im schwedischen Åre dar: der Italiener gewann vor dem Österreicher Fritz Strobl und dem Schweizer Bruno Kernen die Goldmedaille im Super-G. Es folgten noch der 18. Platz in der Kombination und der 32. Platz in der Abfahrt.
In der Saison 2007/08 konnte Staudacher wieder dreimal unter die besten zehn fahren und erreichte dabei am 21. Februar mit dem vierten Platz im Super-G von Whistler (zeitgleich mit dem Kanadier Erik Guay) sein bis dahin bestes Weltcupergebnis. Etwas weniger Erfolg hatte er in der folgenden Saison, in der er nur einmal die Top 10 erreichte. Bei den Weltmeisterschaften 2009 in Val-d’Isère konnte er seinen Triumph von Åre nicht wiederholen, im Super-G belegte er nur Platz 17, in der Super-Kombination Rang 19. Am 12. Februar 2009 startete er nach fast vier Jahren erstmals wieder im Europacup und holte dabei seinen ersten Sieg in der Abfahrt von Sarntal/Reinswald.
Am 18. Dezember 2009 wurde Staudacher in Gröden Dritter im Super-G und erzielte damit seine erste und einzige Podestplatzierung in einem Weltcuprennen. Mit weiteren zwei Top-10-Ergebnissen erzielte er in der Saison 2009/10 den zehnten Platz im Super-G-Weltcup und damit sein bestes Ergebnis in einem Disziplinenweltcup. In der Abfahrt war sein bestes Saisonresultat ein sechster Rang in Beaver Creek. Bei den Olympischen Winterspielen 2010 in Vancouver belegte er Rang sieben im Super-G, aber nur Platz 35 in der Abfahrt. Zu Saisonende wurde er Italienischer Meister im Super-G und in der Abfahrt.
In der Saison 2010/11 fiel Staudacher weit zurück. Er fuhr nur in zwei Weltcup-Super-G unter die schnellsten 25 und blieb in der Abfahrt überhaupt ohne Weltcuppunkte. Für die Weltmeisterschaften 2011 wurde er daher vom italienischen Verband nicht nominiert. Nach der Saison 2011/12, in der er vermehrt im Europacup startete und im Weltcup nur noch in fünf Super-G zum Einsatz kam, dabei aber ohne Punkte blieb, beendete er seine Sportkarriere.

## Privates
Staudachers großes Hobby ist die Musik. Er erlernte das Akkordeonspiel und ist seit 2001 Bassist der Rock/Pop-Band „Stanton“. Patrick Staudacher und seine Freundin haben einen gemeinsamen Sohn.

## Erfolge

### Olympische Winterspiele
- Salt Lake City 2002: 7. Kombination, 18. Super-G
- Turin 2006: 9. Abfahrt, 17. Super-G
- Vancouver 2010: 7. Super-G, 35. Abfahrt

### Weltmeisterschaften
- Åre 2007: 1. Super-G, 18. Super-Kombination, 32. Abfahrt
- Val-d’Isère 2009: 17. Super-G, 19. Super-Kombination

### Weltcup
- Saison 2009/10: 10. Super-G-Weltcup
- Vier Platzierungen unter den besten fünf, davon ein Podestplatz

### Europacup
- Saison 2001/02: 5. Abfahrtswertung
- Saison 2004/05: 3. Super-G-Wertung
- Saison 2011/12: 6. Super-G-Wertung
- Insgesamt zehn Podestplätze, davon ein Sieg (Abfahrt in Sarntal/Reinswald am 12. Februar 2009)

### Juniorenweltmeisterschaften
- Pra-Loup 1999: 18. Slalom, 29. Riesenslalom
- Québec 2000: 5. Super-G, 6. Abfahrt, 6. Slalom

### Weitere Erfolge
- Fünffacher italienischer Meister (Super-G 2001, 2005 und 2010; Kombination 2001; Abfahrt 2010)
- Zweifacher Italienischer Juniorenmeister (Riesenslalom 1998, Slalom 2000)
- 1 Sieg in FIS-Rennen